# 桂遊生丸
桂 遊生丸（かつら ゆきまる、2月17日 - ）は、日本の漫画家。女性。

## 作品リスト

### 連載
- ちたコミ（ウェブコミック、2014年6月からJAPAN NAVIにて連載中） - 知多娘。のコミカライズ作品[1]。

### 単行本
- 魔法遊戯（2002年、電撃コミックス、全1巻）
- ゆめりあ（2003年、電撃コミックス、全1巻）
- ゆめりあ1/2ゆきまるパック（2004年、メディアワークス） - 『ゆめりあ』、『此花』、『エバーグリーン・アベニュー』のコミカライズ版を収録
- かしまし 〜ガール・ミーツ・ガール〜[2]（2005年、原作：あかほりさとる、電撃コミックス、全5巻）
- AIR（2006年、カドカワコミックス・エース、全2巻）
- ゆきまるパック100%（2006年、電撃コミックス） - 過去作品短編集[3]
- Roman（2008年、原作：Sound Horizon、ヤングジャンプ・コミックス、全2巻）
- ラブアレルゲン（2010年、原作：あかほりさとる、電撃コミックス、全4巻）

### 単行本未収録
- Ark（2007年、原作：Sound Horizon、月刊ウルトラジャンプ掲載、前後編・読み切り）
- 花ヨメはん（2009年、ウルトラジャンプエッグ掲載）

### 参加作品・挿絵ほか
- かしまし 〜ガール・ミーツ・ガール〜 文庫版（2006年、著：駒尾真子、原案：あかほりさとる、電撃文庫） - 挿絵を担当
- かしまし公式ファンブック（2006年、メディアワークス）
- ぷちモモ 〜くまさんちーむ〜（2006年、カドカワコミックス・エース） - 読み切り過去作品「姫恋人」を収録
- ひぐらしのなく頃に アンソロジーコミック 遊倒し編（2006年、一迅社・DNAメディアコミックス） - 表紙イラストを担当
- ひぐらしのなく頃に アンソロジーコミック 楽痒し編（2007年、一迅社・DNAメディアコミックス） - 口絵イラストを担当
- ひぐらしのなく頃に ノベルアンソロジー（2007年、一迅社・DNAメディアコミックス） - 表紙イラストを担当
- 週刊マンガ日本史 第12号『北条時宗』（2010年、朝日新聞出版）